# Ophiomyxa brevicauda
Ophiomyxa brevicauda is een slangster uit de familie Ophiomyxidae.
De wetenschappelijke naam van de soort werd in 1899 gepubliceerd door Addison Emery Verrill.